# Прионикс траурный
Прионикс траурный (лат. Prionyx macula) — редкий пустынный вид роющих ос (Sphecidae) из рода Prionyx. Включён в Красную книгу Казахстана и Узбекистана.

## Распространение
Казахстан, Узбекистан, Средняя Азия, Юго-Западная Азия (Израиль, Саудовская Аравия, Афганистан, Иран). Из Северной Африки (Алжир, Ливия) указывался как Sphex eatoni. В 2007 году указан для Египта.

## Описание
Осы длиной около 2,5 см: самки — от 25 до 30 мм, самцы от 23 до 25 мм. Основная окраска тела усиков и ног самок чёрная (ноги и усики отчасти отчасти красновато-буроватые). Самцы почти полностью чёрные (жвалы красно-бурые). Крылья затемнённые. Коготки ног у основания с 2—5 зубцами (обычно 3-4). Биология неизвестна, предположительно, как и другие виды рода гнездятся в земле, ловят прямокрылых насекомых из семейства саранчовые (Orthoptera: Acrididae). Вид был впервые описан в 1804 году датским энтомологом Иоганном Христианом Фабрицием (1744—1808) из Саудовской Аравии под первоначальным названием Pepsis macula Fabricius, 1804.
- подвид Prionyx macula lugens (Kohl, 1889)
- подвид Prionyx macula macula (Fabricius, 1804)